# Паджи (одежда)

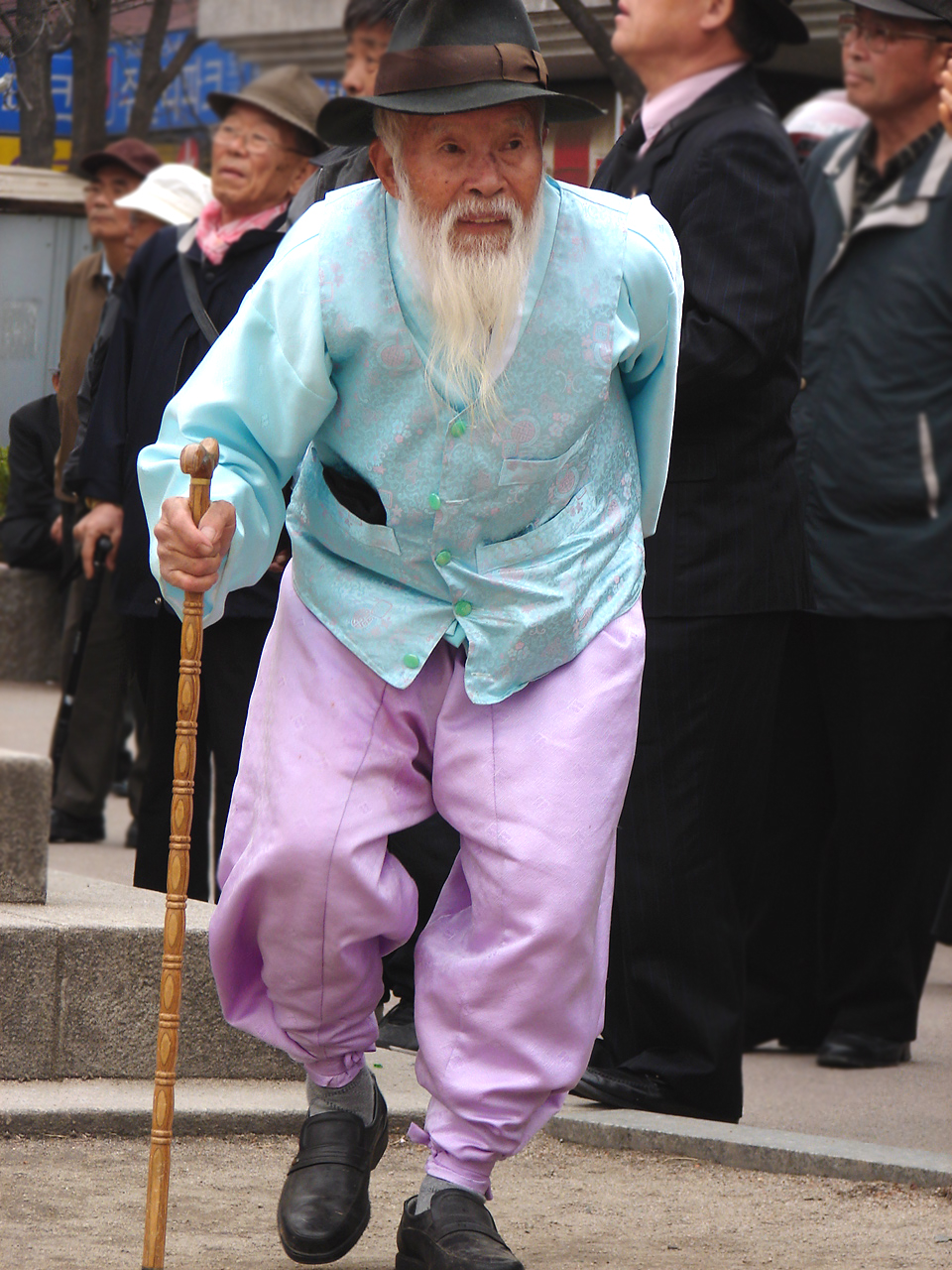
Пожилой человек в паджи

Паджи́ (кор. 바지) — разновидность традиционных корейских штанов, часть традиционного костюма — ханбока. Паджи мешковатые и свободные, завязываются на талии. В прошлом корейские мужчины носили паджи как верхнюю одежду, но для женщин она постепенно стала частью внутренней одежды[уточнить]. Сегодня женщины носят юбку-чхима́ как верхнюю одежду, а под ней паджи.

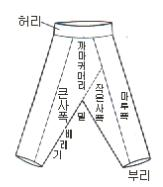
Традиционная выкройка паджи

Фасон штанов-паджи: со складками на талии спереди, которые подпоясывают широким поясом, а низ штанин заворачивают вбок и стягивают завязкой.
Зимние паджи дополнительно простёгивались в несколько слоёв. Женщины носили паджи не только как нижнее бельё, но и для верховой езды.